# Jan de Rooy
Johannes "Jan" de Rooy, dit Oom Jan (Oncle Jan) jusqu'en 1981, puis L'Ours à compter de 1982 (au Dakar), né le 19 février 1943 à Eindhoven et mort le 30 janvier 2024 à Middelbeers, est un pilote de rallye-raid néerlandais, spécialiste de course de camions, essentiellement sur véhicules DAF (Van Doorne's Automobile Fabriek), de son propre pays. Il est vainqueur du Paris-Dakar 1987 en catégorie camion.

## Biographie
De Rooy fait ses débuts en compétition à l’adolescence en motocross, mais devient plus connu après son passage au rallycross en 1969 où il a été surnommé "Oom Jan" (Oncle Jan), avant son arrivée en rallye-raid en 1982 où il est devenu « L’Ours ».

### Rallycross
Pilote sur quatre roues, il fut tout d'abord un spécialiste de rallycross, de 1969 à 1982, avec son frère aîné Harry, tour à tour sur Mini Cooper, DAF 55 (à moteur Gordini), DAF 555 Coupé 4WD (à moteur Ford), DAF 66M (à moteur Ford), Toyota Corolla, Ford Escort RS 1800 et Audi Quattro.
Tous deux cofondèrent l'entreprise de transports familiale G.M. de Rooy & fils à Son en Breugel (désormais gérée par le fils de Jan, Gerard de Rooy également pilote camion en rallye-raid).

### Paris-Dakar

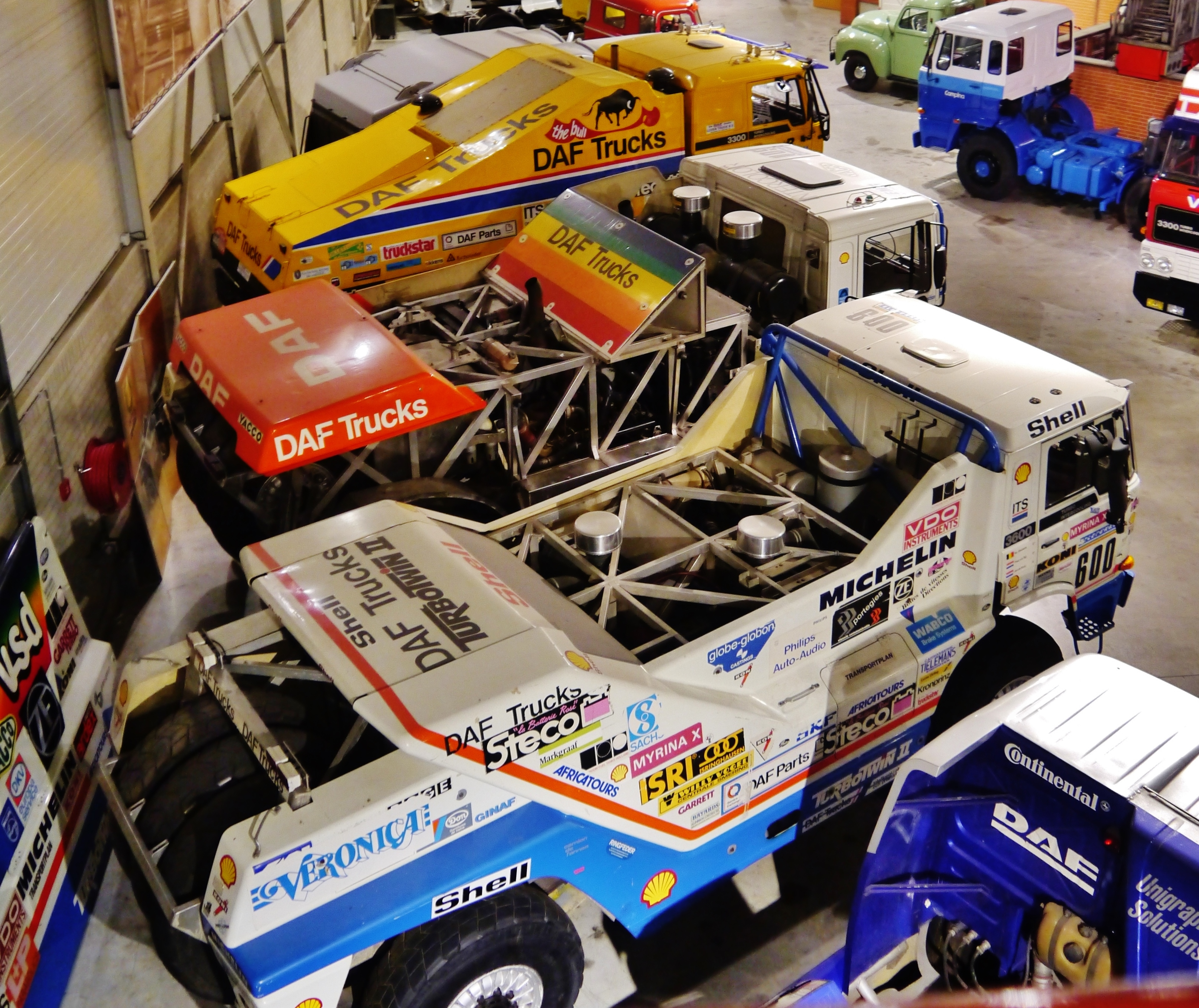
Trois camions de Jan de Rooy au.

1982 marque le début de sa carrière sur le Paris-Dakar, course qui lui apporte la notoriété. Il connait le succès tout au long des années 1980 où il a participé avec des camions qui restent emblématiques.
Le "Tweekoppige Monster" de 1984 avait une cabine aux deux extrémités, la cabine arrière abritant un deuxième moteur de sorte que chaque essieu ait son propre moteur de 400 ch. Le monstre à double moteur évolue en 1985 vers le "Bull" plus aérodynamique, nommé en raison de son apparence, avec un moteur avant de 420 ch et un moteur arrière de 450 ch.
1986 était la première année du DAF FAV 3600 4x4 bi-turbo de 950 chevaux, baptisé « Turbo Twin ». L'usine DAF a soutenu l’effort de Jan de Rooy en fournissant un châssis en tube d’acier réduisant le poids de plus d’une tonne par rapport à l’année précédente. Les moteurs reçoivent une autre augmentation de puissance pour fournir environ 475 ch chacun, permettant au camion d'atteindre les 200 km/h,.
En 1988 arrive l’évolution finale des camions bimoteurs avec le "X1". De rooy construit un camion développant 1200 ch grâce à deux moteurs de 11.6L, à trois turbos,  développant chacun 600ch, ce qui lui permet de rivaliser avec les autos de tête. Le duel de Jan de Rooy à 200 km/h avec Ari Vatanen sur sa Peugeot 405 Turbo 16 fait partie de la légende du Paris-Dakar,,. Jusqu'à la 7e étape où le second DAF de Van de Rijt part en tonneaux à 200 km/h causant la mort de son copilote et de graves blessures au second membre d'équipage qui reste paraplégique à la suite de cet accident. Jan de Rooy se retire alors qu'il est placé dans les 10 premiers au scratch. À la suite de l'accident et pour limiter la surenchère, la puissance des camions sera plafonnée et Jan de Rooy sera dominé par les pilotes venus du bloc soviétique.
Le succès de Jan de Rooy au Dakar s’est poursuivi lorsqu’il a recommencé à participer, après une interruption de 14 ans en 2002, avec trois top dix en six participations
Son fils, Gerard, a également concouru dans le Paris-Dakar, dans sa propre équipe lors de l'édition 2011 de l'épreuve.
Jan de Rooy meurt le 30 janvier 2024 à l'âge de 80 ans,.

## Palmarès en Rallycross
- Championnat international de rallycross des Pays-Bas : 1970, 1971 (6 victoires sur les 6 épreuves proposées), 1972, 1973 et 1979 ;
- Championnat national néerlandais de rallycross: 1970 et 1971 ;
- Vice-champion d'Europe de rallycross FIA catégorie Touring : 1979 (sur Ford Escort RS1800)[10] ;
- Coupe des pilotes de rallycross néerlandais (open avec licence FIA) : 1980 ;
- 3ème du Championnat d'Europe de rallycross FIA (Division 2) : 1982 (sur Audi Quattro)[11] .

## Palmarès en rallye-raid

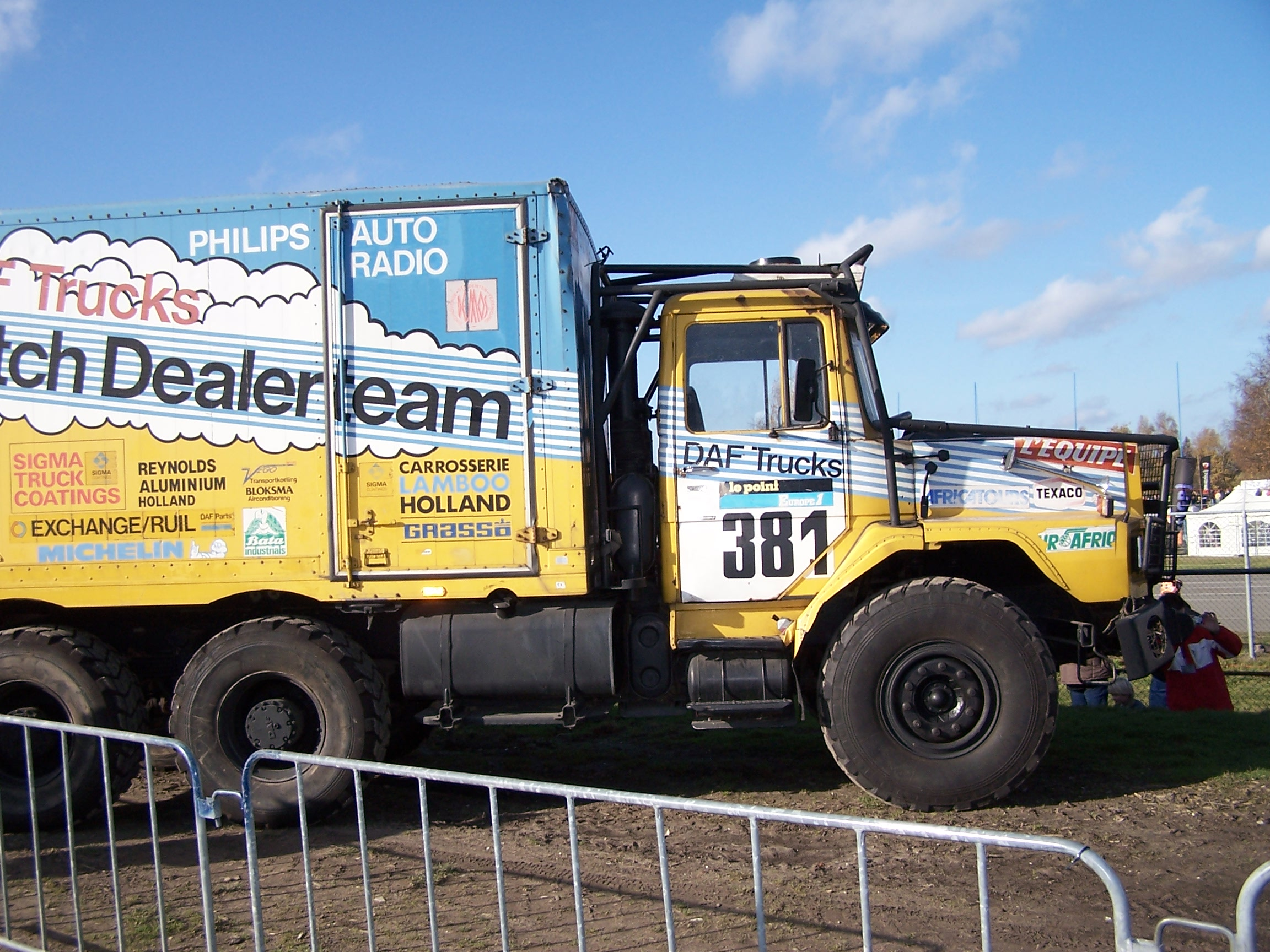
DAF "De Neus" Dakar 1982
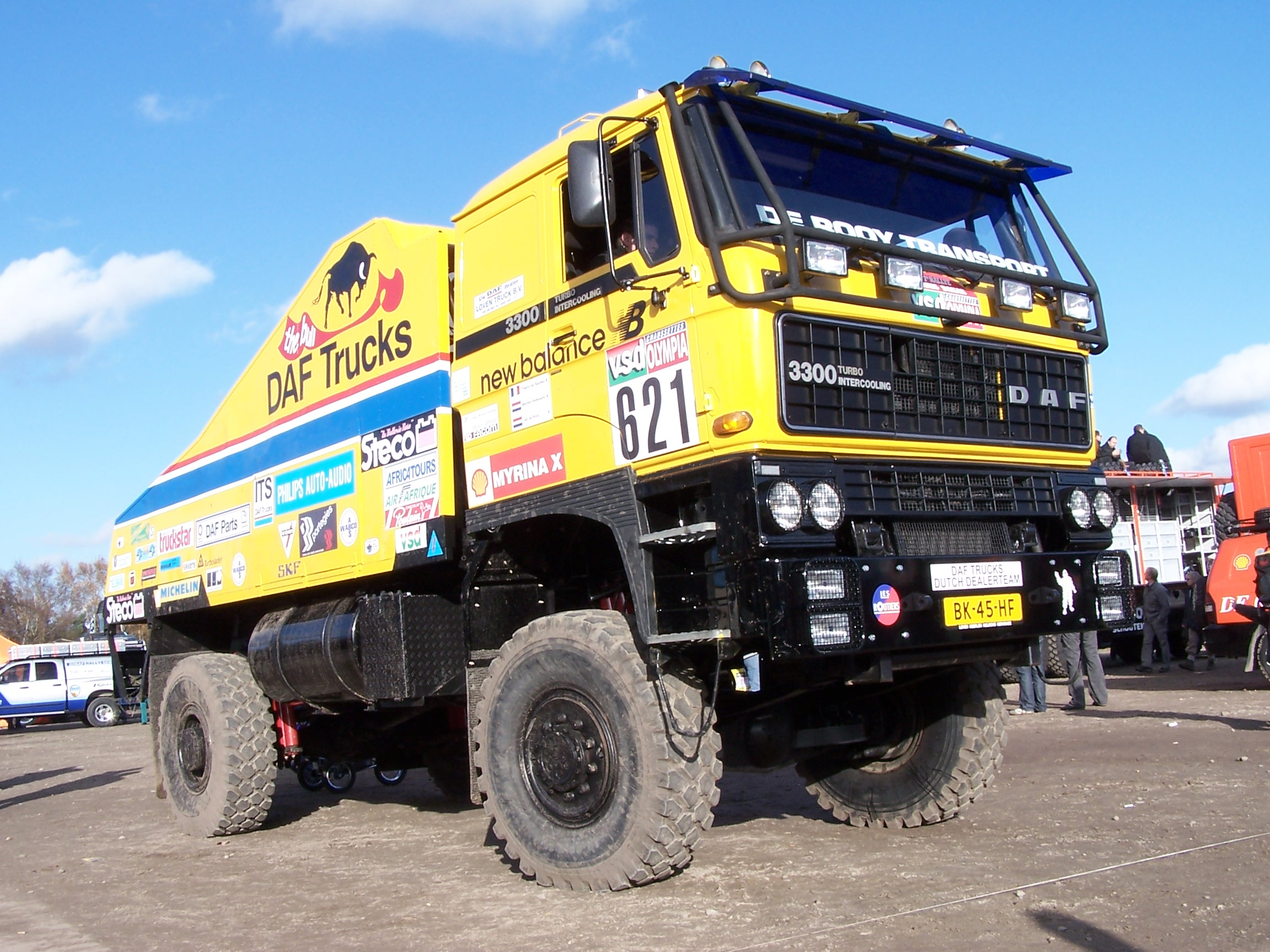
DAF "The Bull" Dakar 1985
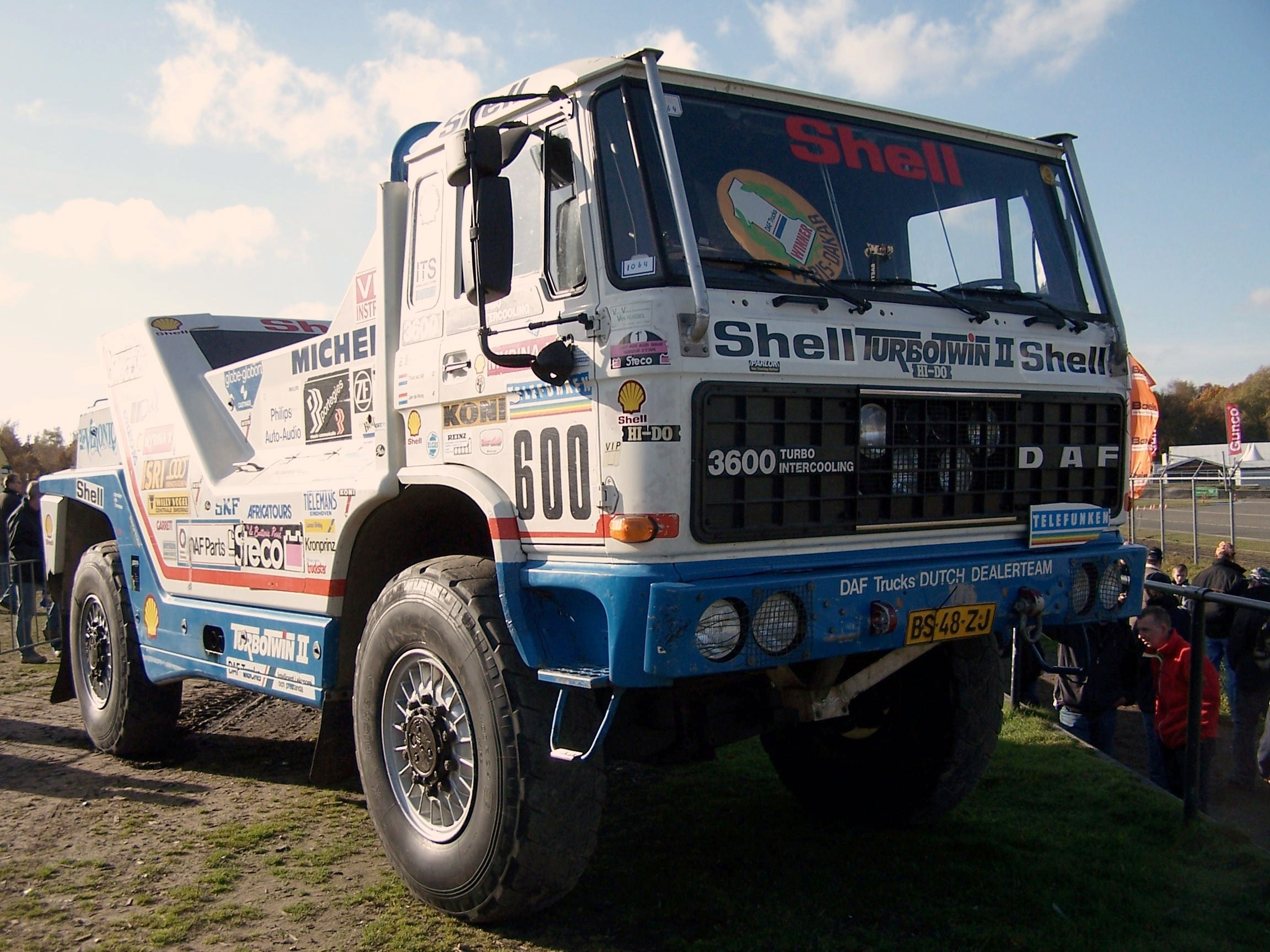
DAF TurboTwin II Dakar 1987
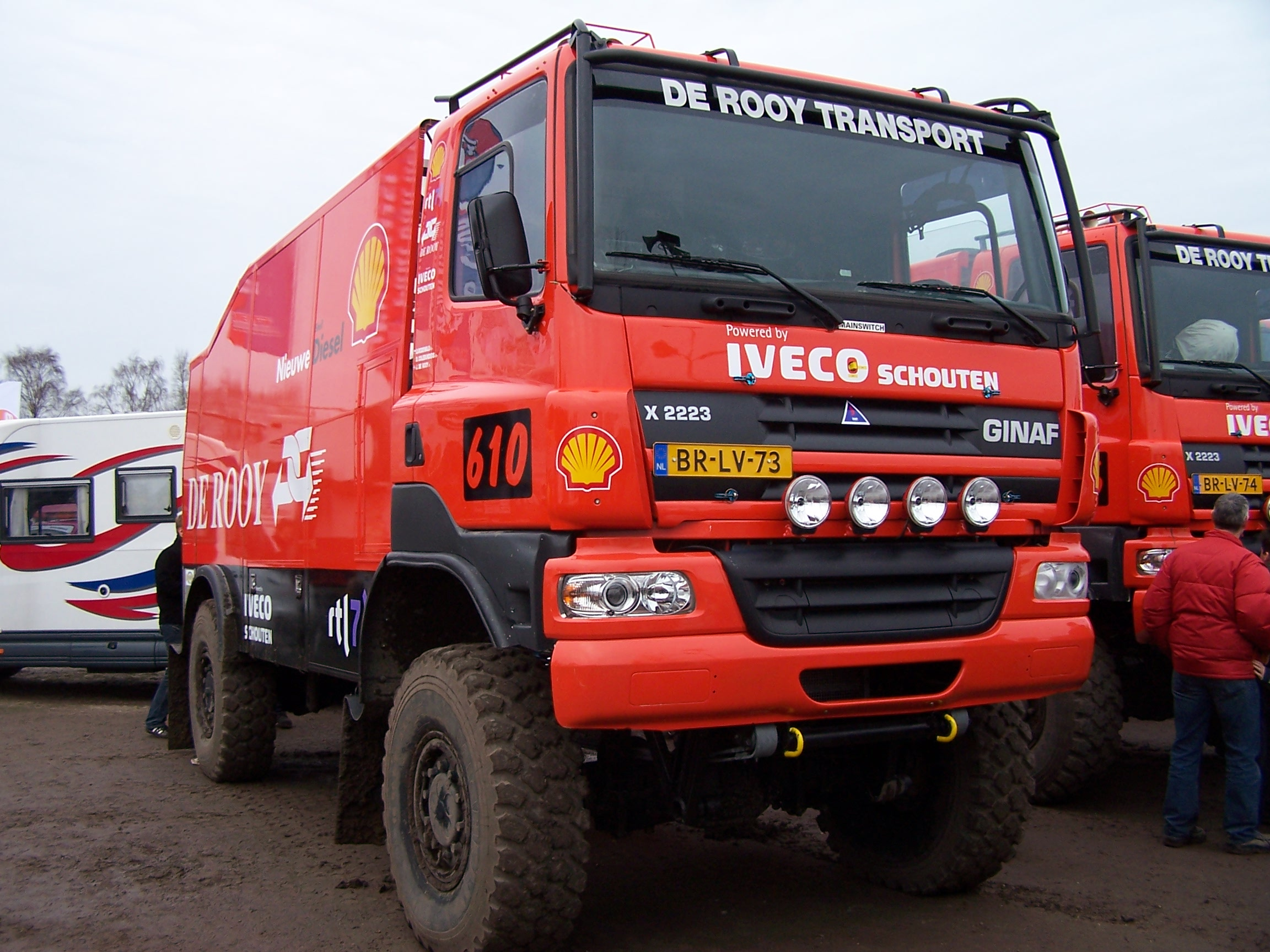
Ginaf X2223 Dakar 2008
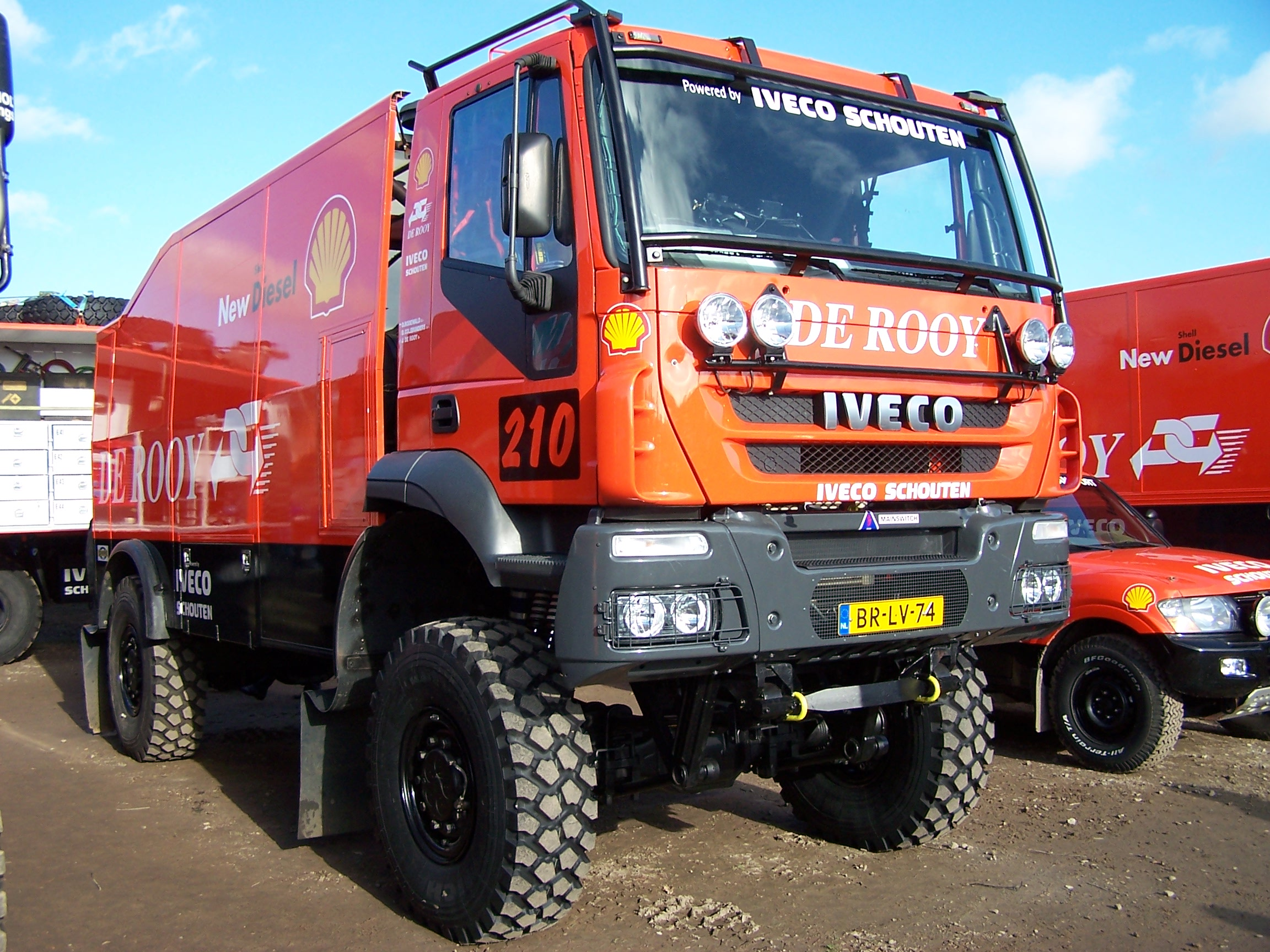
Iveco Trakker 4x4 2009

### Paris-Dakar
| Participation | Année | Catégorie | Copilote/Mécanicien                   | Équipe                 | Véhicule                           | Classement Camions | Classement général |
| ------------- | ----- | --------- | ------------------------------------- | ---------------------- | ---------------------------------- | ------------------ | ------------------ |
| 1             | 1982  | Camion    | Gérard Straetmans                     | Team De Rooy Transport | DAF NTT2800 "De Neus"              | 3e                 | 67e                |
| 2             | 1983  | Camion    | Joop Roggeband Yvo Geusens            | Team De Rooy Transport | DAF 3300 4x4 "De Koffer"           | 3e                 | 34e                |
| 3             | 1984  | Camion    | Joop Roggeband Yvo Geusens            | Team De Rooy Transport | DAF 3300 4x4 "Tweekoppige Monster" | Abd.               |                    |
| 4             | 1985  | Camion    | Thierry de Saulieu Martinus Ketelaars | Team De Rooy Transport | DAF F3300 4x4 "The Bull"           | 2e                 | 15e                |
| 5             | 1986  | Camion    | Thierry de Saulieu Yvo Geusens        | Team De Rooy Transport | DAF FAV 3600 4x4 TurboTwin         | Abd.               |                    |
| 6             | 1987  | Camion    | Theo Van De Rijt Yvo Geusens          | Team De Rooy Transport | DAF FAV 3600 4x4 TurboTwin II      | 1er                | 15e                |
| 7             | 1988  | Camion    | Hugo Duisters Yvo Geusens             | Team De Rooy Transport | DAF TurboTwin 95 X1                | Abd.               |                    |
|               |       |           |                                       |                        |                                    |                    |                    |
| 8             | 2002  | Camion    | Gérard de Rooy Yvo Geusens            | Team Jan de Rooy       | DAF FAV CF85 4x4                   | 6e                 |                    |
| 9             | 2003  | Camion    | Hugo Duisters Yvo Geusens             | Team Gauloises/De Rooy | DAF FAV CF85 4x4                   | 4e                 |                    |
| 10            | 2004  | Camion    | Dany Colebunders Hugo Duisters        | Team Gauloises/De Rooy | DAF FAV CF75 4x4                   | Abd.               |                    |
| 11            | 2005  | Camion    | Dany Colebunders Clemens Smulders     | Team Gauloises/De Rooy | DAF FAV CF75 4x4                   | 6e                 |                    |
| 12            | 2006  | Camion    |                                       | Team Gauloises/De Rooy | DAF FAV CF75 4x4                   | Non Partant Dsq    |                    |
| 13            | 2007  | Camion    | Dany Colebunders Clemens Smulders     | Team Gauloises/De Rooy | GINAF (en) X 2222 4x4              | Abd.               |                    |
| 14            | 2008  | Camion    |                                       | Team De Rooy           | GINAF (en) X 2223 4x4              | Rallye annulé      |                    |

### Autres rallyes-raids
- Victoire au 1er Africa Eco Race, en 2009, sur Iveco  Trakker 4x4 (à 66 ans)
- 9e du Silk Way Rally, en 2009 sur Iveco Trakker 4x4